# Mohamed Ali Bogra
Mohamed Ali Bogra, pakistanski politik, diplomat in veleposlanik, * 1909, † 1963.
Ali Bogra je bil predsednik vlade Pakistana med 1953 in 1955.